# Amore e fame/Mapim mapom
Amore e fame/Mapim mapom è un singolo della cantante e attrice italiana Ombretta Colli, pubblicato a gennaio 1972.

## Descrizione
I due brani sono tratti dall'album Viva l'ammore!, pubblicato a dicembre 1971.
Su Ciao 2001 il disco fu recensito positivamente:

## Tracce
Lato A
1. Amore e fame (testo: Giorgio Gaber, Giuseppe Tarozzi – musica: Giorgio Gaber; edizioni musicali Curci)

Lato B
1. Mapim mapom (Giorgio Gaber; edizioni musicali Curci)